# Don Letts
Donovan "Don" Letts (Londen, 10 januari 1956) is een Brits regisseur, diskjockey en muziekproducent. Hij stichtte in 1984 met Mick Jones de postpunk-groep Big Audio Dynamite. Letts regisseerde ook de videoclips van The Clash. 

## Levensloop
Don Letts studeerde aan Tenison's School in het Londense Kensington. Zijn roots liggen in Jamaica via zijn (voor)ouderen. Zelf is hij een Brit, maar hij heeft niet nagelaten om de cultuur van zijn ouders mee onder de aandacht te brengen. In 1975 begon Letts een kledingzaak: Acme Attractions. De zaak had reggae als thema. 

Ik ontgroeide mijn ouders toen ik uitging met mijn dreadlocks. Voor mij had dragen van mijn dreads als betekenis dat ik verbinding maakte met mijn herkomst, dezelfde herkomst die mijn ouders hadden verdrongen om erbij te horen. Ik probeerde mijn scène te vinden en de invloeden die uit die rastafari-wereld kwamen, waren veel interessanter dan wat ik op school werd onderwezen.
— Don Letts in 2020, over zijn rastafari-overtuiging

Letts is een aanhanger van de rastafari-cultuur en bijgevolg een Bob Marley-fan. Letts en Marley ontmoetten elkaar in de Hammersmith Apollo, verbleven vervolgens in hetzelfde hotel en geraakten met elkaar aan de praat. Ze waren vrienden tot Marley's overlijden in 1981.
Letts reisde een eerste maal naar Jamaica toen Johnny Rotten, nadat de Sex Pistols uit elkaar waren gegaan, besloot te ontsnappen aan de media-aandacht door met Richard Branson naar Jamaica te vertrekken. Het was tijdens deze reis dat Branson het idee om zijn platenlabel Virgin Records op te starten, heeft opgedaan.
Medio jaren zeventig was Acme Attractions een heuse clan geworden, met Joe Strummers band The Clash, de legendarische Sex Pistols, Chrissie Hynde (The Pretenders), Patti Smith, Debbie Harry (Blondie) en reggae-icoon Bob Marley. Hij regisseerde in die tijd de videoclips van The Pretenders, The Psychedelic Furs en Elvis Costello. 
Eind jaren zeventig, toen Letts ongeveer begon met het regisseren van de videoclips van The Clash, stond Letts met Andrew Czezowski aan de wieg van een Londense nachtclub uitsluitend aan de punk-scène gewijd. De nachtclub kreeg de naam The Roxy en bevond zich jarenlang op Covent Garden.
Letts' voornaamste bezigheid in die periode was evenwel het meewerken aan The Clash, als regisseur van hun videoclips en documentaires over de band. Zo werkte hij mee aan het legendarische album London Calling en regisseerde hij de documentaire Westway to the World. Echter stond Letts nog niet zelf op het podium.

Punk was mijn uitlaatklep tegen racisme. Op straat werden jonge mannen zoals ik voortdurend door de politie aangehouden. Extreemrechts trad in de loop van de jaren zeventig naar de voorgrond. Maar punkshows brachten mensen bij elkaar.
— Don Letts in 2020, over zijn liefde voor punk

In 1984 vormde hij met Mick Jones de band Big Audio Dynamite, die zou uitgroeien tot een crossover van punk en dance. Jones was uit The Clash gezet en Letts was happig op het plan van Jones. Letts nam samen met Jones de zang voor zijn rekening. Hun debuutalbum This Is Big Audio Dynamite werd positief onthaald.
Jones voerde echter een schifting in de bezetting door en er was plots geen plaats meer voor Letts. In 1990 veranderde de formatie van Big Audio Dynamite compleet.
Letts was opnieuw aanwezig bij de reünie van de band, die er oorspronkelijk mee ophield in 1998, in 2011. De reünie was een initiatief van Mick Jones.

## Filmografie (selectie)

### Films
| Jaar | Titel                                                 | Opmerking(en) |
| ---- | ----------------------------------------------------- | ------------- |
| 1978 | The Punk Rock Movie                                   |               |
| 1997 | Dancing in the Streets: Planet Rock                   | Televisiefilm |
| 1997 | Dancehall Queen                                       |               |
| 2000 | The Clash: Westway to the World                       | Documentaire  |
| 2003 | The Essential Clash                                   | Video         |
| 2003 | One Love                                              |               |
| 2004 | Making of 'London Calling': The Last Testament        | Video         |
| 2005 | Punk: Attitude                                        | Televisiefilm |
| 2005 | The Revolution Will Not Be Televised: Gil Scott-Heron |               |
| 2005 | Brother From Another Planet: Sun Ra                   |               |
| 2006 | The Making of All Mod Cons: The Jam                   |               |
| 2006 | Tales of Dr. Funkenstein: George Clinton              |               |
| 2006 | Rock It To Rio: Franz Ferdinand                       |               |
| 2007 | Soul Britannia                                        |               |
| 2008 | The Clash Live: Revolution Rock                       | Televisiefilm |
| 2009 | Carnival!                                             |               |
| 2010 | Strummerville                                         |               |
| 2011 | Rock 'N' Roll Exposed: The Photography of Bob Gruen   |               |
| 2012 | Subculture                                            |               |
| 2016 | The Story of Skinhead                                 |               |

### Muziekvideo's
| Jaar | Titel                                 | Artiest                          |
| ---- | ------------------------------------- | -------------------------------- |
| 1977 | "White Riot"                          | The Clash                        |
| 1978 | "Tommy Gun"                           | The Clash                        |
| 1979 | "London Calling"                      | The Clash                        |
| 1980 | "Sister Europe"                       | The Psychedelic Furs             |
| 1980 | "Bankrobber"                          | The Clash                        |
| 1980 | "The Call Up"                         | The Clash                        |
| 1981 | "This Is Radio Clash"                 | The Clash                        |
| 1982 | "Rock the Casbah"                     | The Clash                        |
| 1982 | "Should I Stay or Should I Go"        | The Clash                        |
| 1982 | "Pass the Dutchie"                    | Musical Youth                    |
| 1982 | "Back on the Chain Gang"              | The Pretenders                   |
| 1982 | "Youth of Today"                      | Musical Youth                    |
| 1983 | "The More I See (The Less I Believe)" | Fun Boy Three                    |
| 1983 | "Got to Have You Back"                | The Undertones                   |
| 1983 | "War Party"                           | Eddy Grant                       |
| 1983 | "Everyday I Write the Book"           | Elvis Costello & The Attractions |
| 1983 | "Party Train"                         | The Gap Band                     |
| 1984 | "One Love"                            | Bob Marley & The Wailers         |
| 1984 | "Waiting in Vain"                     | Bob Marley & The Wailers         |
| 1985 | "The Bottom Line"                     | Big Audio Dynamite               |
| 1986 | "E=MC²"                               | Big Audio Dynamite               |
| 1986 | "Medicine Show"                       | Big Audio Dynamite               |
| 1986 | "C'mon Every Beatbox"                 | Big Audio Dynamite               |
| 1987 | "V Thirteen"                          | Big Audio Dynamite               |
| 1988 | "Just Play Music!"                    | Big Audio Dynamite               |
| 1989 | "James Brown"                         | Big Audio Dynamite               |
| 1989 | "She Gives Me Love"                   | The Godfathers                   |
| 1990 | "Get Up, Stand Up"                    | The Wailers                      |
| 1994 | "Deep Forest"                         | Deep Forest                      |
| 1995 | "In the Name of the Father"           | Black Grape                      |
| 1996 | "Don't Take My Kindness for Weakness" | The Heads met Shaun Ryder        |

- Bibliothèque nationale de France: cb14115554m (data)
- Gemeinsame Normdatei: 133539474
- International Standard Name Identifier: 0000 0001 0909 5104
- Library of Congress Control Number: no95060509
- MusicBrainz: d21b6598-b010-43f6-bc84-b2160f003a0f
- Nederlandse Thesaurus van Auteursnamen: 071671102
- Système universitaire de documentation: 102226636
- Virtual International Authority File: 64213562
- WorldCat: E39PBJxhqF83c7tKWXPXyjBwYP